# 낭인 (일본사)
낭인(일본어: 浪人 로닌[*]) 또는 낭사(일본어: 浪士 로시[*])는 일본 역사에서 유랑하는 사람 또는 떠돌이 무사를 가리키는 말이다. 모시던 주군(主君)이 죽거나 영주로부터 쫓겨나서 영지나 봉록이 없어 방랑하며 일정한 수입이 없게 된 사무라이들이다. 생계를 유지위해 또는 재기의 기회를 찾아 전쟁에서 용병으로 활동하는데 전투시 선봉에 서는 경우가 많다.

## 역사
고대 일본에서 낭인이란 호적에 등록된 본적지에서 떠나 타국을 유랑하는 사람을 의미하여 부랑(일본어: 浮浪 후로[*])이라고 부르기도 했다. 신분과는 관계 없이 어떤 사람이라도 될 수 있었다. 이에 대하여 뇌인(牢人)은 주군의 가문을 잃거나 떠나게 되어 봉록을 잃게 된 사람을 말한다. "낭사"라고 부르기도 하며, 일본 역사상 무로마치 시대부터 에도 시대에 걸쳐 주종 관계를 갖는 무사와 사무라이에만 해당하는 좁은 의미의 신분이었다. 
에도 시대가 되어 전란이 잦아들고 가이에키 등으로 다이묘들의 실각이 잇따르자 각지를 유랑하는 뇌인이 급증하였다. 이 때문에 에도 시대 중기부터는 점차 유랑하는 뇌인(牢人)도 낭인(浪人)이라고 부르게 되었다. 이들은 주로 청부살인과 노름을 통해 생계를 유지했으며, 뜻이 맞는 낭인들은 서로 도적단을 형성하여 마을을 약탈하기도 하였다.

## 같이 보기
- 잔류 일본병
- 유협